# Robert Varkonyi
Robert Varkonyi (né en 1961 dans l'État de New York) est un joueur de poker américain, principalement connu pour avoir gagné le Main Event des World Series of Poker de  2002.

## Biographie
Robert Varkonyi  commence à jouer au poker alors qu'il est encore au Massachusetts Institute of Technology. Après la fin de ses études en 1983 (avec un diplôme en EECS par la Sloan School of Management), il travaille dans une Banque d'investissement à Brooklyn, État de New York pendant un certain nombre d'années avant de commencer à participer à des tournois de poker.
Varkonyi est principalement connu pour avoir gagné le tournoi principal des World Series of Poker de 2002, empochant les deux millions de dollars de prix. Parce qu'il était relativement nouveau sur la scène et considéré comme faible, Phil Hellmuth avait parié de se raser la tête si Varkonyi gagnait, ce qu'il a fait. À la dernière main, les cartes des Varkonyi (Q♦ - 10♠) vainquirent la main de Julian Gardner (J♣ - 8♣) sur un tableau (Q♣ - 4♣ - 4♠ - 10♦ - 10♣), résultant en un full supérieur à la couleur de Gardner,.
Au tournoi de 2003, les chances de Robert Varkonyi de renouveler sa victoire s'échappèrent quand sa main composée de (K♥ - K♦) rencontra celle de Scotty Nguyen composée de (A♦ - A♠). Depuis sa victoire, Varkonyi est devenu chroniqueur pour le Card Player Magazine (en). Il a aussi remporté de l'argent au tournoi principal de 2007, finissant à la 177e place sur un total de 6 000 joueurs, remportant 51 398 dollars.
Les gains cumulés de Robert Varkonyi sur sa carrière de joueur se chiffrent à plus de 2,1 millions de dollars, dont 2 051 398 $ aux 2 WSOP.
Il réside actuellement à Great Neck (New York) avec sa femme Olga, qui joue aussi au poker et avec ses deux filles. Il a appelé sa première fille Victoria après sa victoire aux World Series. Olga a réalisé une performance aux World Series of Poker de 2005 finissant à la 238e place.
Il occupe  actuellement un emploi de trader d'options pour Gargoyle Strategic Investments, LLC, une société spécialisée dans le recouvrement basée à Englewood (New Jersey).